# Kostel svaté Rodiny (Kaliningrad)
Kostel svaté Rodiny (rusky Католическая кирха Святого семейства, německy Kirche Zur heiligen Familie) je římskokatolickým kostelem v ruském městě Kaliningrad, který slouží katolické minoritě ve městě (hlavně z Litvy a Polska). Nachází se nedaleko řeky Pregoly.

## Historie
V období Německého císařství na počátku 20. století v převážně německém a protestantském městě Královci chyběl kostel pro potřeby katolické minority. Od dob reformace bylo město převážně protestantské a staré katolické chrámy přešly do rukou protestantů. Kostel svaté Rodiny byl budován v letech 1904 až 1907 podle plánů architekta Fritze Heitmana. Byl postaven v novogotickém architektonickém stylu. Během bojů o Královec v letech 1945 mezi Wehrmachtem a Rudou armádou byl poškozen jen minimálně, a proto sloužil jako vojenská nemocnice. Po válce byl katolické církvi odebrán a sloužil jako sklad hnojiv. Postupem času chátral a jeho umělecká hodnota klesala. V roce 1980 byl po rekonstrukci osazen novými varhanami a sloužil jako budova filharmonie, v níž se konaly koncerty.
V roce 1992 byl kostel vrácen římskokatolické církvi a stal se svatostánkem kaliningradských římských katolíků. Kromě ruského jazyka se v něm slouží i katolické polské a litevské bohoslužby.